# Saint-Étienne-de-Maurs
Saint-Étienne-de-Maurs é uma comuna francesa na região administrativa de Auvérnia-Ródano-Alpes, no departamento de Cantal. Estende-se por uma área de 17,28 km². Em 2010 a comuna tinha 804 habitantes (densidade: 46,5 hab./km²).